# Jo Flinner
Joachim „Jo“ Flinner (* um 1946) ist ein deutscher Jazz- und Fusionmusiker (Piano, Keyboards).

## Leben und Wirken
Flinner spielte bereits als Schüler in Bands und wurde bei Symposien für Jazzmusik in Hessen mehrfach mit einem Preis ausgezeichnet. Neben seinem Ingenieursstudium an der TU Darmstadt leitete er eine Popjazzband unter eigenem Namen. 1972 war er mit Dieter Scherf Gründer der Gruppe Interaction (gemeinsames Album 1973). 1974 bildete Interaction die Rhythmusgruppe des Quartetts von Emil Mangelsdorff, dem Flinner und Bassist Gerhard Bitter bis 1992 angehörten. Daneben leitete er ein eigenes Ingenieurbüro. Flinner gehörte dann zum FunJazzquartett, das um die Sängerin Jill Gaylord zwei Alben veröffentlichte. Weiter gab er Solokonzerte. Aktuell spielt er in JazzIQ Beats, im Fun Organ Jazzquintett und im Wiesbadener Sextett Jazztrack.

## Diskographische Hinweise
- Interaction (LST 1973, mit Dieter Scherf, Gerhard Bitter, Mano Weiß)
- Emil Mangelsdorff Quartett Interaction Jazz (Telefunken 1977, mit Gerhard Bitter, Thomas Cremer, sowie Christoph Lauer, Peter Ney)
- Emil Mangelsdorff 10 Jahre Interaction Jazz (L+R Records 1985, mit Gerhard Bitter, Wolfgang Wüsteney)
- Emil Mangelsdorff  Meditation (bellaphon 1995, mit Gerhard Bitter, Janusz Stefański sowie Bob Degen, Attila Zoller)
- FunJazzquartett & Jill Gaylord Auf Flügeln des Gesangs (2009)
- JazzIQ Beats à la carte (Mediosound 2017, mit Jill Gaylord, Thomas Bachmann, Sascha Teuber, Dieter Plaue)
- FunJazzquintett Groove (Calygram 2019, mit Paolo Fornara, Florian Hollingshaus, Markus Hofmann, Günter Gessinger)